# Municipio de Mount Erie
El municipio de Mount Erie (en inglés: Mount Erie Township) es un municipio ubicado en el condado de Wayne en el estado estadounidense de Illinois. En el año 2010 tenía una población de 370 habitantes y una densidad poblacional de 2,67 personas por km².

## Geografía
El municipio de Mount Erie se encuentra ubicado en las coordenadas 38°32′17″N 88°11′38″O / 38.53806, -88.19389. Según la Oficina del Censo de los Estados Unidos, el municipio tiene una superficie total de 138.6 km², de la cual 138,22 km² corresponden a tierra firme y (0,27 %) 0,38 km² es agua.

## Demografía
Según el censo de 2010, había 370 personas residiendo en el municipio de Mount Erie. La densidad de población era de 2,67 hab./km². De los 370 habitantes, el municipio de Mount Erie estaba compuesto por el 97,57 % blancos, el 0,81 % eran afroamericanos, el 0,27 % eran amerindios, el 1,08 % eran de otras razas y el 0,27 % eran de una mezcla de razas. Del total de la población el 1,35 % eran hispanos o latinos de cualquier raza.